# کشیش بی‌اعصاب
کشیش بی‌اعصاب (کره‌ای: 열혈사제) یک مجموعهٔ تلویزیونی کره جنوبی سال ۲۰۱۹ با بازی کیم نام گیل، کیم سونگ-کیون، لی هانی، گو جون و کوم سه-روک است. این مجموعه اولین درامای روزهای جمعه و شنبهٔ شبکهٔ اس‌بی‌اس است که از ۱۵ فوریه تا ۲۰ آوریل ۲۰۱۹ به روی آنتن رفت.
کشیش بی‌اعصاب پربیننده‌ترین مینی‌سریال درام پخش شده در سال ۲۰۱۹ در یک شبکهٔ عمومی بر اساس نیلسن کره است.

## خلاصهٔ داستان
به دنبال مرگ مرموز یک کشیش مسن، یک مأمور سابق ان‌آی‌اس که کشیش شده‌است (کیم نام گیل)، تلاش می‌کند تا قبل از قانون، مجرمان را گیر بیندازد.

## بازیگران

### اصلی
- کیم نام گیل در نقش کیم هه-ایل / مایکل کیم

یک مأمور سابق ان‌آی‌اس که کشیش شده‌است
- کیم سونگ-کیون در نقش گو ده-یونگ

یک کارآگاه سر به هوا
- لی هانی در نقش پارک کیونگ-سون

یک دادستان فاسد
- گو جون در نقش هوانگ چول-بوم
- کوم سه-روک در نقش سو سونگ-آه

یک کارآگاه تازه‌کار در ایستگاه پلیس گودام